# 亚历克西·让达尔
亚历克西·让达尔（法語：Alexis Jandard，1997年4月23日—）生于埃屈利，是一名法国男子跳水运动员，曾就读于斯特拉斯堡大学。尽管他在小学时便首次接触跳水，也参加了跳水比赛，但仍决定专注练习竞技体操，直到16岁时才放弃体操，正式练习跳水，2014年，他得以进入斯特拉斯堡的跳水训练中心，并加入法国国家跳水队。同年，他完成了自己的国际青年比赛首秀。2015年，他首次出战国际成年级别赛事。